# 脱毛大叶勾儿茶
脱毛大叶勾儿茶（学名：Berchemia huana var. glabrescens）为鼠李科勾儿茶属下的一个变种。

## 扩展阅读
- 維基物種上的相關：脱毛大叶勾儿茶